# Бичко Олександр Михайлович
Олекса́ндр Миха́йлович Бичко  — капітан Збройних сил України, 128-та гірсько-піхотна бригада.

## Нагороди
21 жовтня 2014 року — за особисту мужність і героїзм, виявлені у захисті державного суверенітету та територіальної цілісності України, вірність військовій присязі під час російсько-української війни, відзначений — нагороджений орденом Богдана Хмельницького III ступеня.